# موران آتیاس
موران آتیاس (به انگلیسی: Moran Atias) (زاده ۹ آوریل ۱۹۸۱) بازیگر و مدل اسرائیلی است.
از فیلم‌هایی که او در آن بازی کرده است می‌توان به سه روز آینده اشاره کرد.